# Løg-slægten
Løgslægten (Allium) er udbredt med over 600 arter i Europa, Mellemøsten, Centralasien, Østasien og Nordamerika. Arterne er flerårige urter, som danner knolde. Alle har løgagtig lugt og smag. Løgene kan være enlige eller samlet i klynge, og de deler sig hvert år enten ved plantens rodhals eller langs dens jordstængel. Den ydre skal er brun eller grå, glat og sej, mens de indre skæl er hindeagtige. Bladene visner som regel ned ved frømodning, men i øvrigt danner de et vedvarende, grundstillet bundt på 1-12 stk. Bladene er sædvanligvis linjeformede, furede eller flade og rette eller seglformede. Blomsterne sidder i skærme, som blomstrer indefra og udefter. Ofte er de suppleret eller helt erstattet af ynglekno-pper. Blomsterne er oprette, overhængende eller hængende med 6 blosterblade i to kredse. Frugterne er kapsellignende med flere, sorte frø.
| Beskrevne arter |

- Porreløg (Allium ampeloprasum)
- Blå prydløg (Allium caeruleum)
- Kepaløg (Allium cepa) – herunder også forårsløg, rødløg og skalotteløg
- Pibeløg (Allium fistulosum)
- Gul Løg (Allium flavum)
- Kæmpe prydløg (Allium giganteum)
- Blåtungeløg (Allium karataviense)
- Guldløg (Allium moly)
- Vild løg (Allium oleraceum)
- Porre (Allium porrum)
- Etageløg (Allium x proliferum)
- Hvidløg (Allium sativum)
- Purløg (Allium schoenoprasum)
- Skovløg (Allium scorodoprasum)
- Middelhavs-prydløg (Allium sphaerocephalon)
- Kinaløg (Allium tuberosum)
- Ramsløg (Allium ursinum)
- Almindelig sandløg (Allium vineale)

| Andre arter |

| - Allium aaseae - Allium acuminatum - Allium affine - Allium aflatunense - Allium akaka - Allium albidum - Allium albovianum - Allium altaicum - Allium altissimum - Allium altyncolicum - Allium amethystinum - Allium ampeloprasum - Allium amphibolum'' - Allium amplectens - Allium anceps - Allium angulosum - Allium anisopodium - Allium artemisietorum - Allium asarense - Allium aschersonianum - Allium asclepiadeum - Allium atropurpureum - Allium atrosanguineum - Allium atroviolaceum - Allium aucheri - Allium auriculatum - Allium austrosibiricum - Allium barsczewskii - Allium beesianum - Allium bidentatum - Allium bigelovii'' - Allium bisceptrum - Allium bourgeaui - Allium brevidens - Allium brevistylum - Allium bulgaricum - Allium burdickii - Allium burjaticum - Allium caeruleum - Allium caesium - Allium campanulatum - Allium canadense - Allium cardiostemon - Allium carinatum - Allium carolinianum - Allium cepa - Allium cernuum - Allium chamaemoly - Allium chinense - Allium chloranthum - Allium clathratum - Allium collismagni - Allium commutatum - Allium condensatum - Allium consanguineum - Allium costatovaginatum - Allium crenulatum - Allium cristophii - Allium curtum - Allium cyaneum | - Allium cyathophorum - Allium cyrilli - Allium daghestanicum - Allium darwasicum - Allium dauricum - Allium decipiens - Allium delicatulum - Allium desertorum - Allium diabolense - Allium dictyoprasum - Allium douglasii - Allium drepanophyllum - Allium drobovii - Allium drummondii - Allium ebusitanum - Allium erdelii - Allium ericetorum - Allium eriocoleum - Allium falcifolium - Allium farctum - Allium fetisowii - Allium fibrillum - Allium fibrosum - Allium filidens - Allium fimbriatum - Allium fistulosum - Allium flavidum - Allium flavovirens - Allium formosum - Allium frigidum - Allium fuscoviolaceum - Allium galanthum - Allium geyeri - Allium giganteum - Allium glaciale - Allium goloskokovii - Allium gooddingii - Allium gramineum - Allium grande - Allium griffithianum - Allium gunibicum - Allium guttatum - Allium heldreichii - Allium helicophyllum - Allium hierochuntinum - Allium hookeri - Allium humile - Allium hymenorrhizum - Allium inconspicuum - Allium iranicum - Allium jacquemontii - Allium jesdianum - Allium jodanthum - Allium jubatum - Allium karataviense - Allium karelinii - Allium karsianum - Allium kaschianum - Allium kaufmannii - Allium kokanicum | - Allium kujukense - Allium kunthianum - Allium kunthii - Allium kurrat - Allium ledebourianum - Allium lemmonii - Allium leucanthum - Allium libani - Allium lineare - Allium longicuspis - Allium macleanii - Allium macranthum - Allium macrochaetum - Allium macrostemon - Allium mairei - Allium mariae - Allium materculae - Allium maximowiczii - Allium melanantherum - Allium moly - Allium mongolicum - Allium motor - Allium munzii - Allium narcissiflorum - Allium neapolitanum - Allium nevii - Allium nigrum - Allium nutans - Allium obliquum - Allium ochroleucum - Allium oleraceum - Allium oliganthum - Allium oreophilum - Allium oreoprasum - Allium oreoscordum - Allium orientale - Allium oschaninii - Allium pallasii - Allium pallens - Allium paniculatum - Allium paradoxum - Allium parnassicum - Allium parvum - Allium pendulinum - Allium platyspathum - Allium polyanthum - Allium polyrhizum - Allium ponticum - Allium popovii - Allium porrum - Allium praecox - Allium praemixtum - Allium prostratum - Allium przewalskianum - Allium pseudoampeloprasum - Allium pseudoflavum - Allium pseudostrictum - Allium pskemense - Allium punctum - Allium pyrenaicum | - Allium ramosum - Allium regelii - Allium rhabdotum - Allium robinsonii - Allium rosenbachianum - Allium roseum - Allium rothii - Allium rotundum - Allium roylei - Allium rubellum - Allium rubens - Allium rupestre - Allium sabulosum - Allium sacculiferum - Allium sanbornii - Allium sativum - Allium saxatile - Allium scabriscapum - Allium schmitzii - Allium schoenoprasum - Allium schubertii - Allium scorodoprasum - Allium scorzonerifolium - Allium semenovii - Allium senescens - Allium sewerzowii - Allium siculum - Allium sikkimense - Allium siskiyouense - Allium sphaerocephalon - Allium spirale - Allium splendens - Allium stamineum - Allium stellatum - Allium stellerianum - Allium stenopetalum - Allium stipitatum - Allium stracheyi - Allium strictum - Allium suaveolens - Allium subangulatum - Allium subhirsutum - Allium suworowii - Allium szovitsii - Allium taeniopetalum - Allium talassicum - Allium tanguticum - Allium tel-avivense - Allium textile - Allium thunbergii - Allium tolmiei - Allium tricoccum - Allium trifoliatum - Allium triquetrum - Allium truncatum - Allium tubergenii - Allium tuberosum - Allium tulipifolium - Allium tuncelianum - Allium turcomanicum | - Allium umbilicatum - Allium unifolium - Allium ursinum - Allium validum - Allium vavilovii - Allium victorialis - Allium vineale - Allium virgunculae - Allium vodopjanovae - Allium wallichii - Allium walteri - Allium winklerianum - Allium zebdanense |

## Sygdomme
Mange af arterne kan angribes af Porrerust.